# 壱岐市立一支国博物館
壱岐市立一支国博物館（いきしりついきこくはくぶつかん、Iki City Ikikoku Museum）は、長崎県壱岐市にある博物館。近傍にある「魏志倭人伝」に記された一支国の王都跡とされる原の辻遺跡や壱岐島内の遺跡に関する資料や出土品を収蔵展示している。

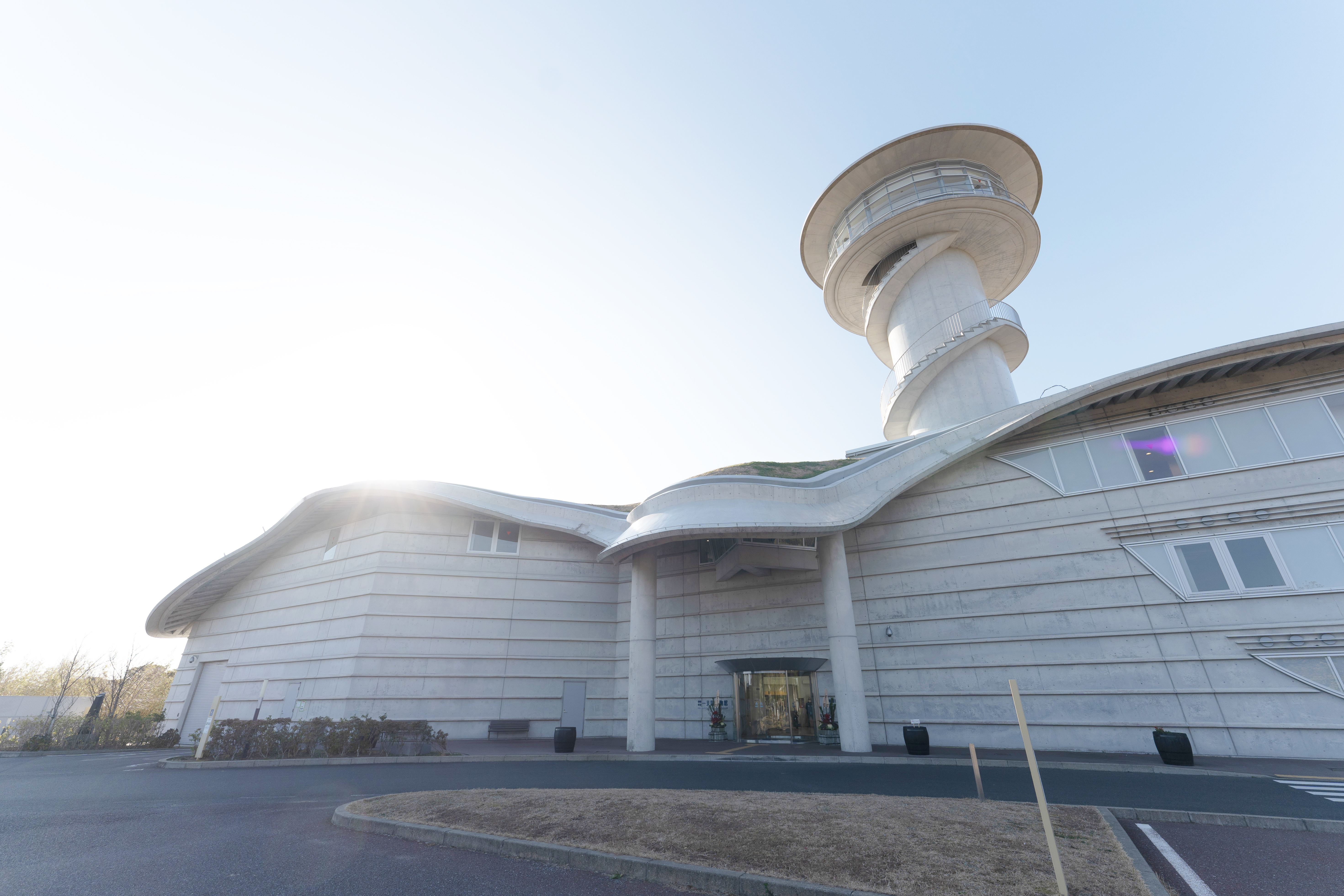
壱岐市立一支国博物館・長崎県埋蔵文化財センター外観

併設されている長崎県埋蔵文化財センター（ながさきけんまいぞうぶんかざいセンター）についても本項目で記述する。

## 概要
- 開館 - 2010年（平成22年）3月14日
- 設置者 - 長崎県と壱岐市が共同で建設。
- 設計者 - 黒川紀章建築都市設計事務所[5]
- 建物の特徴
  - 鉄筋コンクリート造地上4階・地下1階建[6]。
  - 延べ床面積約7,800平方メートル（敷地面積は約18,600平方メートル）[6]
  - 弥生時代当時の地形を模した起伏のある屋根には、芝生が張られている。
- 運営者 - 指定管理者として乃村工藝社に委託。

## 長崎県埋蔵文化財センター
- 博物館の1階部分に併設。
- 長崎県全体の考古学研究の拠点として整備されたもので、壱岐島内に原の辻遺跡等の歴史遺産がとりわけ多いことから、全国でも初となる離島への設置となった。

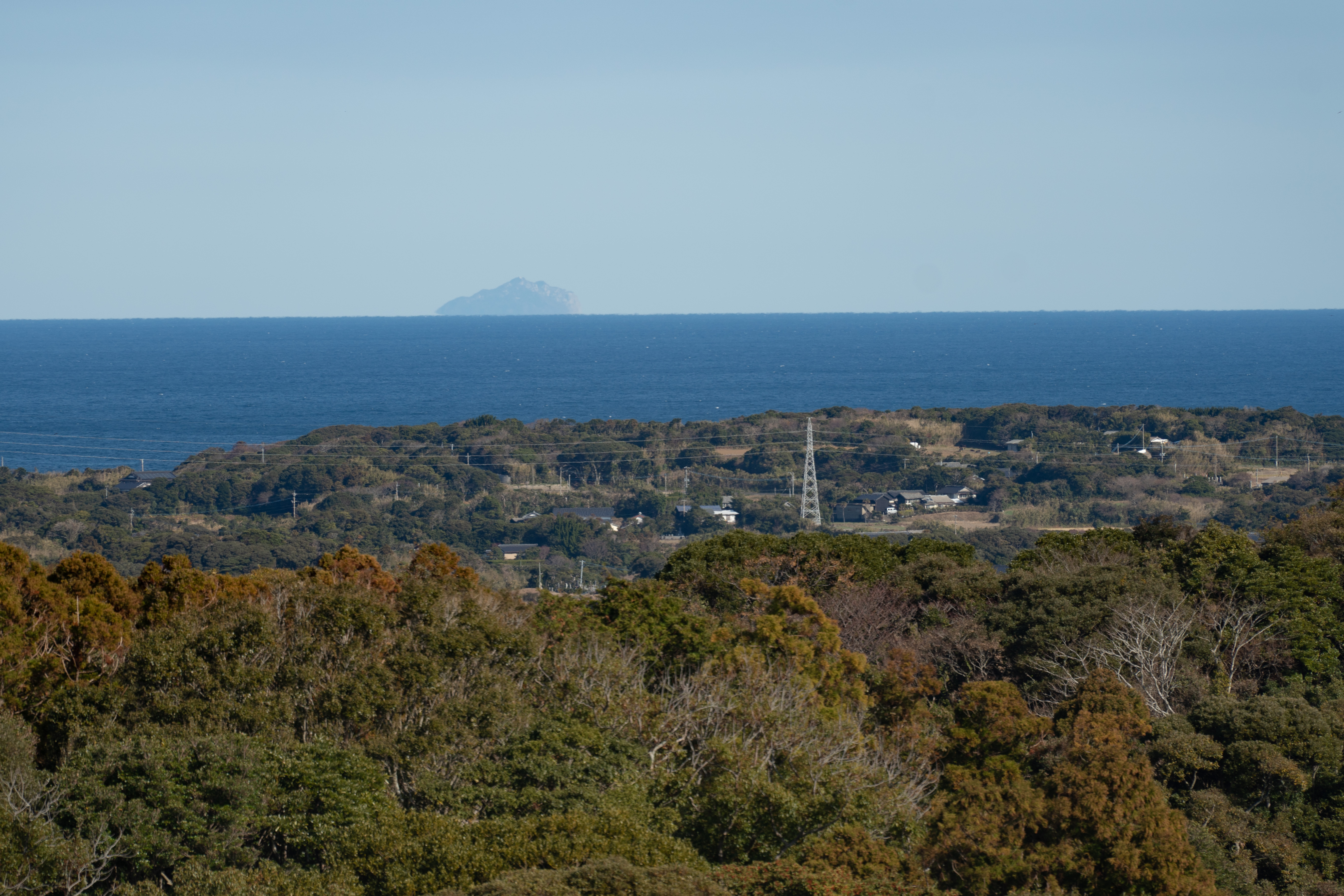
展望台から沖ノ島を望む

- 整理作業室の見学通路キッズこうこがく研究所「見せる」収蔵庫壱岐のゆるキャラ「人面石くん」（モデルは原の辻遺跡出土の人面石）展望台から沖ノ島を望む模擬発掘等の体験型学習により考古学についてやさしく学べることを目的とした「キッズこうこがく研究所」や発掘品の整理作業をガラス越しで見学できる観察路、これも全国の同種施設では初となるオープンタイプの「見せる」収蔵庫等があり、研究拠点のみならず考古学への関心を高めることを目的としている。

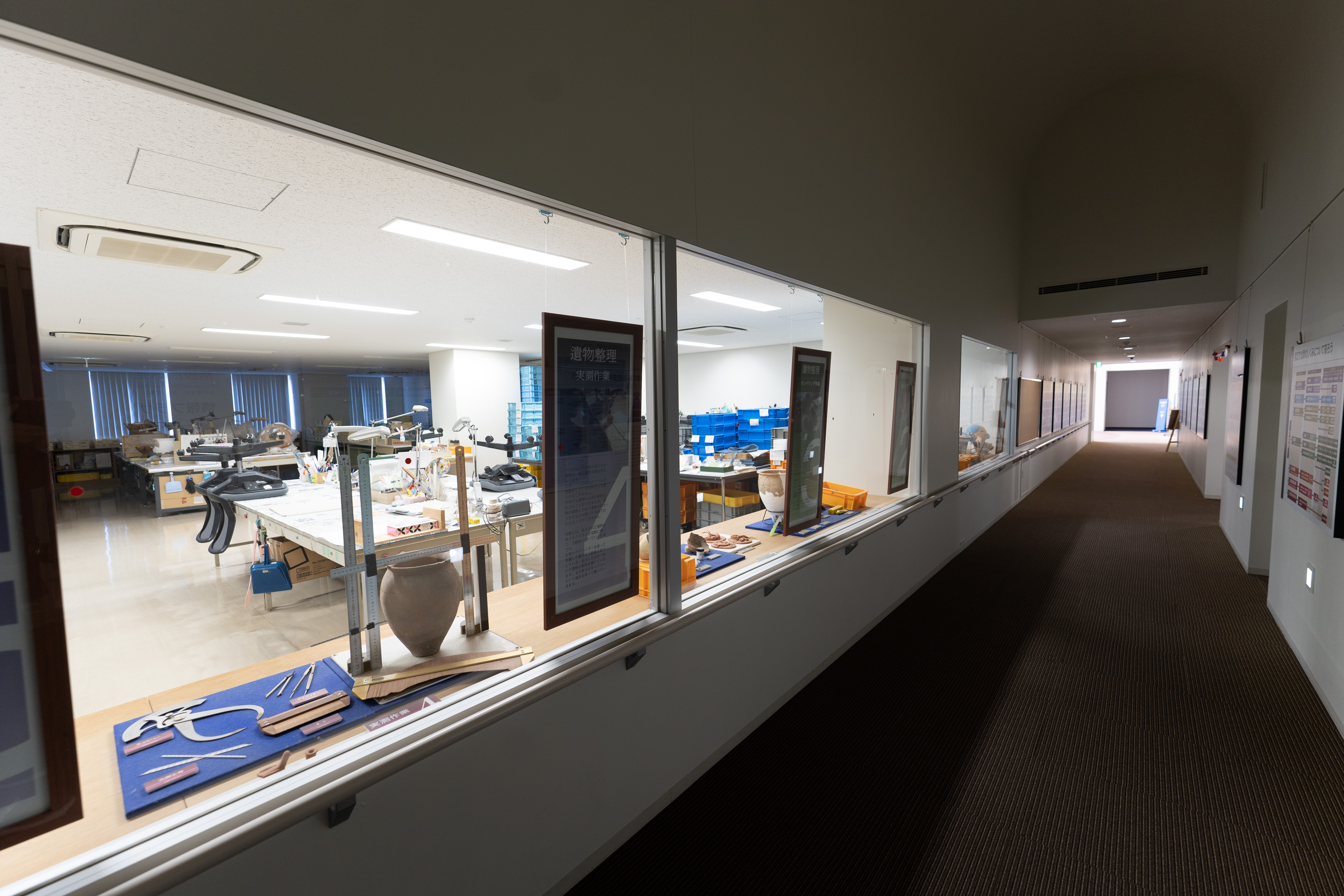
整理作業室の見学通路

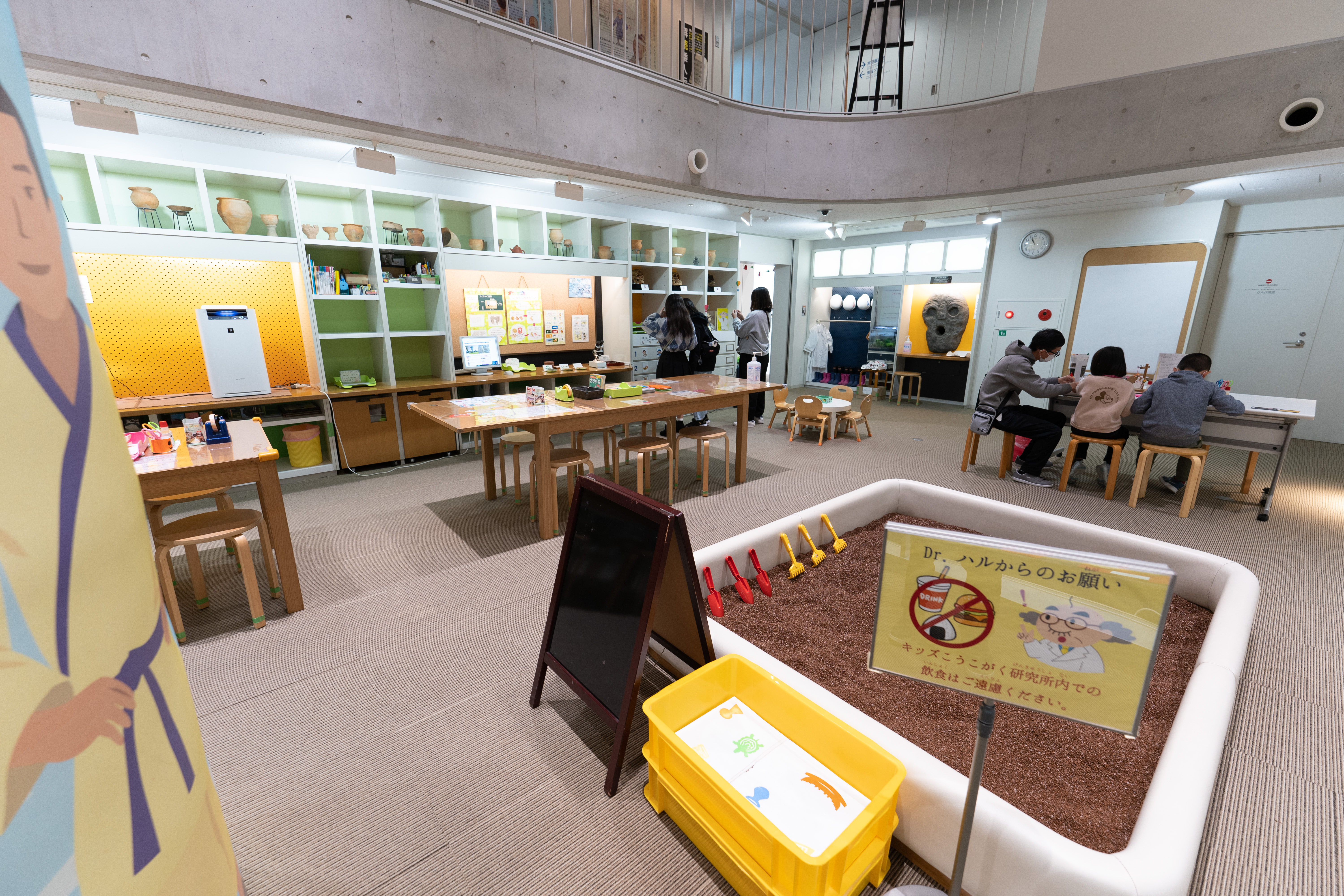
キッズこうこがく研究所

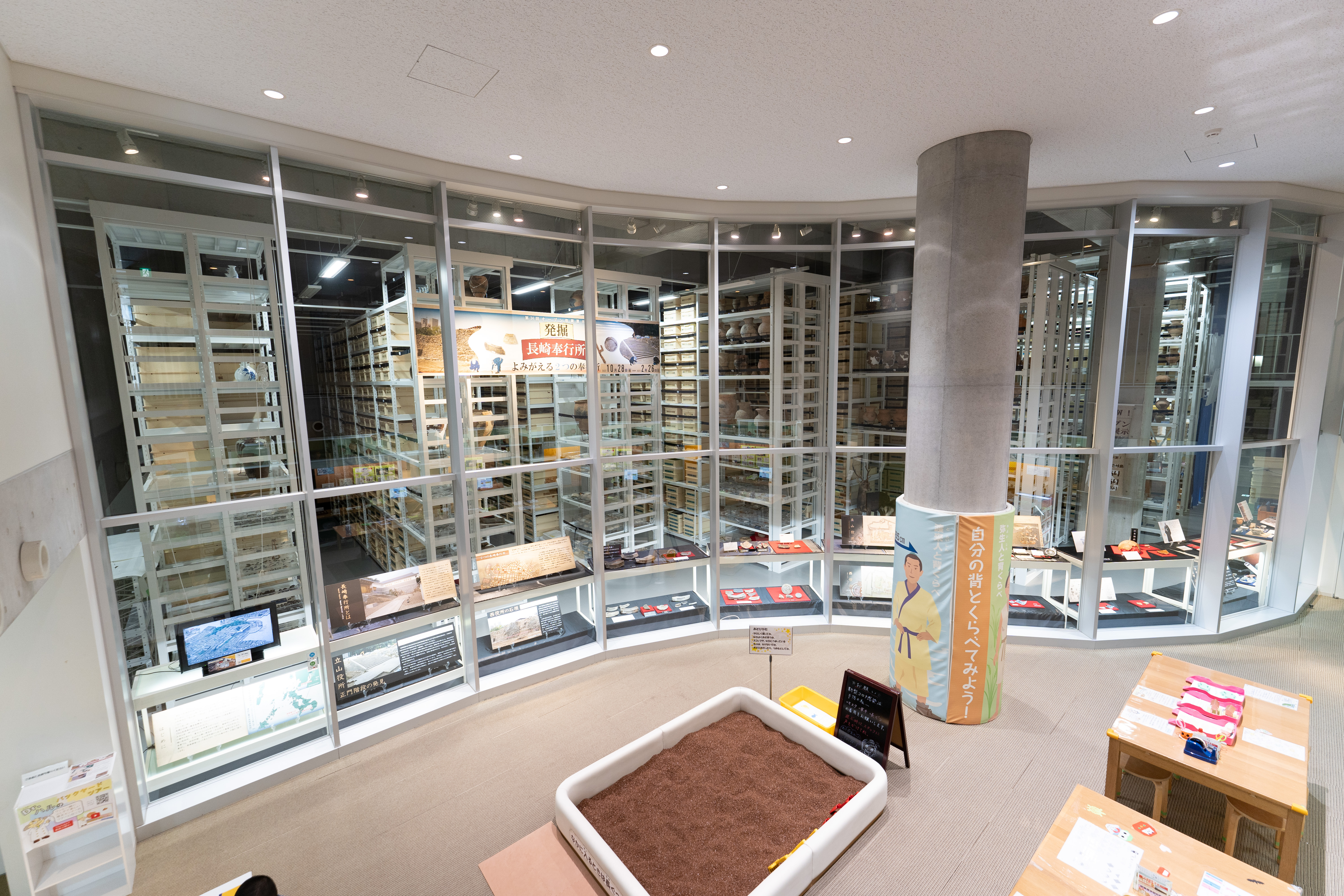
「見せる」収蔵庫

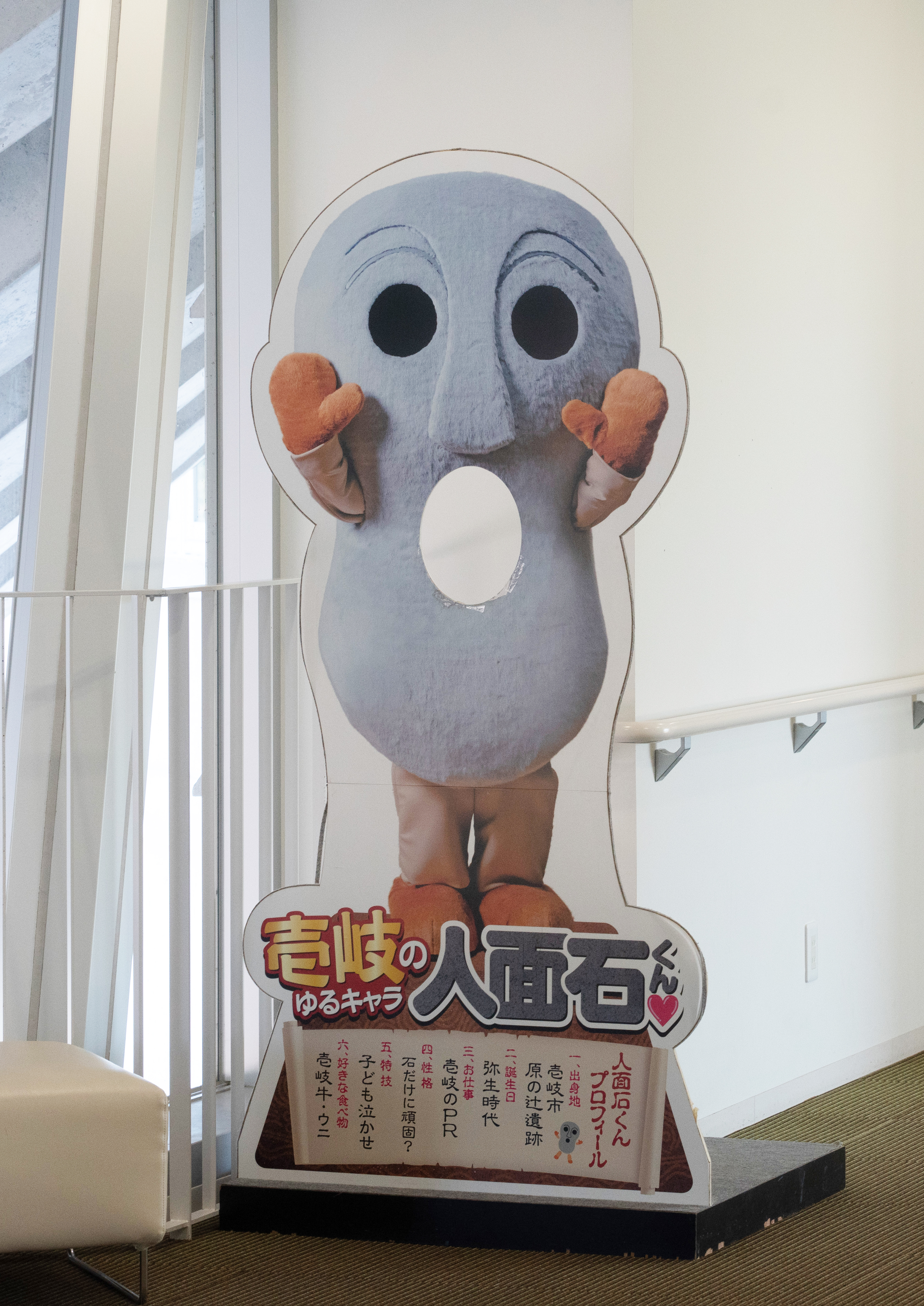
壱岐のゆるキャラ「人面石くん」（モデルは原の辻遺跡出土の人面石）

･また、長崎県立壱岐高等学校の東アジア歴史中国語コースへの支援活動を行っており、歴史学専攻は奈良大学主催全国高校生歴史フォーラムにおいて上位入賞を果たしている。

## 主な展示品

### 重要文化財（国指定）
- 原の辻遺跡出土品（弥生時代）
- 双六古墳出土品（古墳時代）
  - 金銅製単鳳環頭大刀柄頭（たんほうかんとうたちつかがしら）
- 笹塚古墳出土品（古墳時代）
  - 金銅製杏葉（ぎょうよう）
  - 金銅製辻金具（つじかなぐ）
  - 金銅製雲珠（うず）
  - 金銅製轡（くつわ）
  - 金銅亀形飾金具
- 高麗版大般若経（高麗初雕本）安国寺蔵 高麗時代

### 壱岐市指定文化財
- 4165枚の銅銭が入れられた壺（中世～近世）

## 利用情報
- 開館時間 - 8:45～17:30
- 休館日 - 毎週月曜日（ゴールデンウィーク中と祝日は開館。月曜日が祝日の場合は翌日休館。12月29日～31日休館。）
- 入館料 - 一般400円、高校生300円、小中学生200円（壱岐市民は一般300円、高校生以下無料。団体割引有）

## アクセス

### 島内アクセス
- 壱岐交通 「一支国博物館」バス停
  - 一部の路線バスが博物館を経由する。時刻などの詳細は公式サイトを参照。
- 印通寺港より車で10分。郷ノ浦港及び芦辺港より車で20分。
- 壱岐空港より車で10分。

### 壱岐へのアクセス
- 博多港よりジェットホイル（高速艇）で郷ノ浦港へ1時間10分、芦辺港へ1時間5分（九州郵船）
- 博多港よりカーフェリーで郷ノ浦港へ2時間20分、芦辺港へ2時間10分（九州郵船）
- 唐津東港よりカーフェリーで印通寺港へ1時間40分（九州郵船）

## 周辺
- 原の辻遺跡
- 原の辻ガイダンス
- 安国寺 (壱岐市) - 長崎県壱岐市にある臨済宗大徳寺派の寺院。
- 長崎県道23号勝本石田線（長崎県の県道一覧を参考）

## 関連文献
- 白川博一「いよいよ開館　壱岐市立一支国博物館 : 地域資源による壱岐島活性化の方向性」『ながさき経済』第245巻、長崎経済研究所、2010年3月、1-9頁、NDLJP:8225621。